# Imre Erőss
Imre Alfréd Erőss (n. 7 iulie 1909, Prisian, comitatul Caraș-Severin, Austro-Ungaria – d. 31 iulie 1950, Cluj, România), a fost episcop auxiliar al Diecezei de Alba Iulia, consacrat în clandestinitate.

## Studiile
Imre Alfréd Erőss s-a născut la data de 7 iulie 1909 în localitatea Prisian. După absolvirea studiilor elementare la Gimnaziul Catolic din Timișoara s-a înscris la Institutul Teologic Romano-Catolic din Alba Iulia. În perioada 1929-1937 a efectuat studii teologice la Universitatea Pontificală Gregoriană din Roma. Din anul 1932 a urmat cursuri de doctorat la aceeași universitate, obținând la absolvire titlul de Doctor în teologie (1937).

## Preot
A fost hirotonit preot romano-catolic la 27 octombrie 1935 la Roma. Din anul 1935 a fost preot vicar la Sibiu, apoi din anul 1937 preot capelan la Lăzarea. În anul 1938 a fost numit lector la Seminarul Teologic din Alba Iulia. La 1 septembrie 1941 a fost numit profesor de dogmatică la Academia Teologică „Sfântul Ștefan” din Cluj și vicar episcopal. În perioada 1944-1948 a îndeplinit funcția de decan (protopop) de Turda.

## Episcop în clandestinitate
Profesorul de teologie Imre Alfréd Erőss de la Cluj a fost consacrat în clandestinitate episcop auxiliar de Alba Iulia la 2 februarie 1949, la vârsta de 40 ani, în Capela Nunțiaturii Apostolice din București, de către episcopul Gerald Patrick Aloysius O'Hara de Savannah (Georgia, SUA), regent al Nunțiaturii Apostolice din România.

## Sfârșitul vieții
A trecut la cele veșnice în orașul Cluj, în 31 iulie 1950, la vârsta de 41 de ani. A fost înmormântat la Turda.

## Lucrări teologice
- M: Az út. Költ. (Arad, 1928);
- Szent József kis zsolozsmás kv-e (Timișoara, 1929) [Psaltirea mică a Sf. Iosif];
- D. Herrlichkeiten d. göttlichen Gnade (Roma, 1935) [Slavă, har sfințitor];
- D. Lehre v. d. Erlösung im 19. Jahrhundert (Uo., 1937) [Doctrină vs. izbăvire în secolul al XIX-lea];
- M. J. Scheeben: Briefe nach Rom (Freiburg, 1939) [M.J. Scheeben: Scrisori pentru Roma];
- Majláth pp. lelki arca (Arad, 1940);
- Egyház és élet. Erdélyi kat. évkv. Összeáll (Cluj, 1941) [Biserica și viața. Anuar catolic ardelean];
- A megváltás. A megváltás dogmája Scheeben teol-jában (Uo., 1942) [Izbăvirea. Dogma izbăvirii din teologia lui Scheeben];
- Székelyek dícsérete. Versek (Uo., 1942) [Laudele secuilor. Poeme];
- Mítosz, vallás és irod (Cluj, 1943) [Mit, religie și autoritate];
- Az egység útja és az ökumenikus mozg (Cluj, 1944) [Drumul unității și mișcarea ecumenică];
- Az emberi személy problémája (Budapesta, 1944) [Necazul omului];
- A vallásnevelés (Uo., 1944) [Instruirea religioasă].